# Haddaway
Haddaway (настоящее имя — Нестор Александр Хаддавэй, англ. Nestor Alexander Haddaway) (род. 9 января 1965 г., Порт-оф-Спейн, Тринидад и Тобаго) — немецкий поп-певец тринидадского происхождения.

## Биография
Нестор Александр Хаддавэй родился 9 января 1965 года в Тринидаде в семье нидерландского океанографа и тринидадской медсестры. После развода родителей в начале 1970 года с отцом переехал в Европу. Окончив начальную школу-интернат в возрасте 9 лет, он переехал в Соединенные Штаты к матери.
Окончил среднюю школу в городе Форт-Мид, штат Мэриленд, в 1983 году. Увлёкся творчеством Луи Армстронга, что побудило его научиться играть на трубе. Нестор сформировал свою первую группу, которую он назвал «Шансы». Проявлял активность в школьных джазовых, маршевых, симфонических и эстрадных ансамблях.
Раскрывая любовь к музыке, Haddaway выполнял небольшие роли в кавер-группах в то время, когда он изучал «северо-американскую историю от первых монголоидных поселенцев до Америго Веспуччи в пятнадцатом столетии» в Университете Джорджа Вашингтона, Вашингтон (округ Колумбия).
В 1989 году, в возрасте 24 лет, Haddaway вернулся в Европу и обосновался в Кёльне (Германия), где он начал играть в американский футбол как нападающий в «Кёльнских крокодилах» в Немецкой футбольной лиге, а также подрабатывал как хореограф, продавец ковров; занимался написанием музыки в свободное время.
Самый большой успех выпал в 1993 году после встречи с Тони Хендриком, известным музыкальным продюсером из Coconut Records (A La Carte, Bad Boys Blue, Xanadu, Silent Circle, Londonbeat). Дебютный сингл «What Is Love» (1993) занял первое место в чартах практически всех стран Европы, Азии, Северной и Латинской Америки.
Последовавшие синглы «Life», «I Miss You» и «Rock My Heart» закрепили за Haddaway славу одного из самых популярных евродэнс-исполнителей. Дебютный альбом Хаддавэя был назван порталом Allmusic «одним из лучших танцевальных альбомов первой половины 90-х».

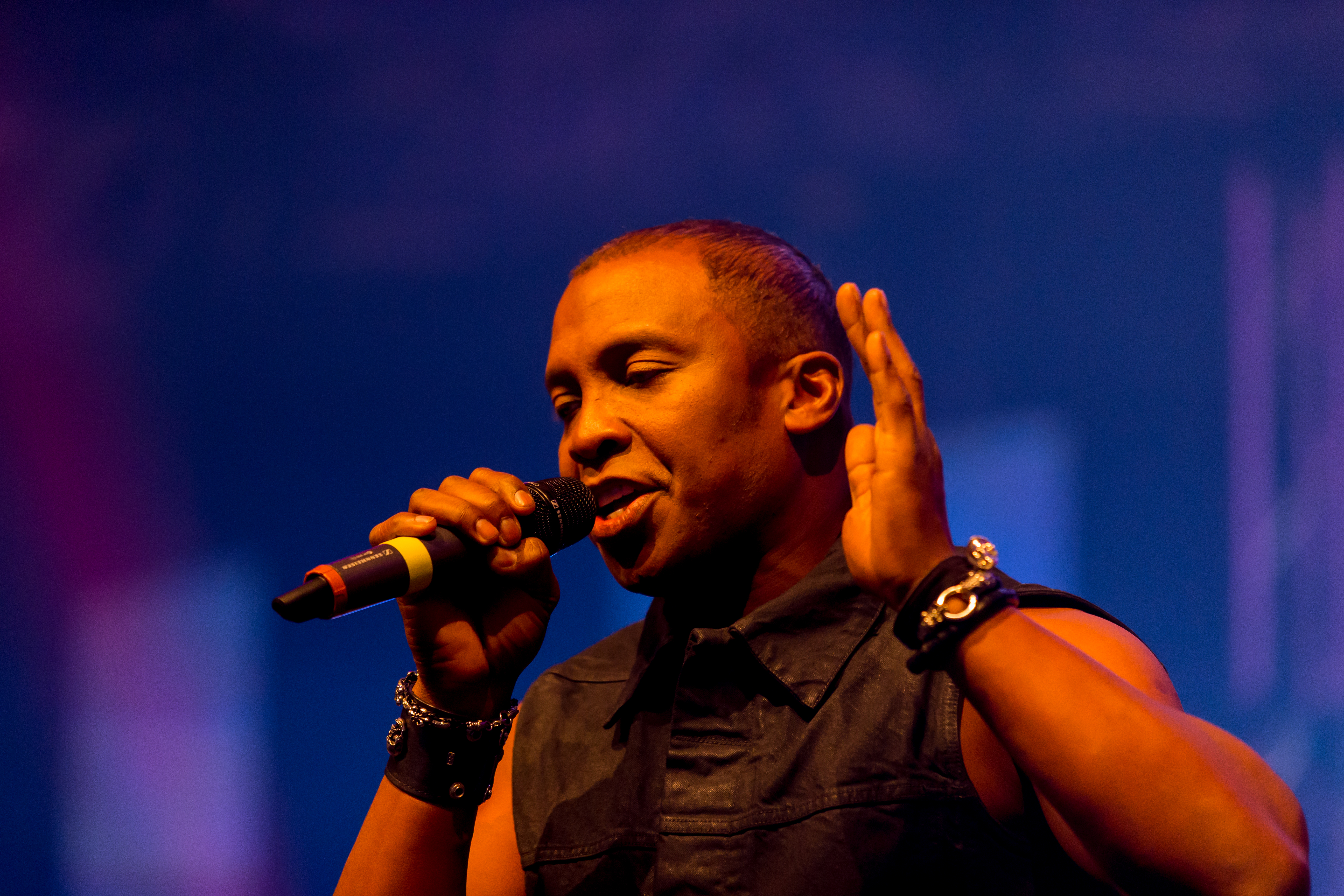
«Die 90er — Live On Stage», 2014 год

Во второй половине 90-х интерес к исполнителю стал постепенно угасать. После выпуска третьего альбома Let’s Do It Now (1998) Haddaway оставил Coconut Records, но, выпустив 2 диска на других рекорд-лейблах My Face (2001) и Love Makes (2002), музыкант вновь вернулся к своим первым продюсерам — Тони Хендрику и Карин Хартманн.
Интересным напоминанием миру о его творчестве стал фильм «Night at the Roxbury», снятый студией CBS «Субботним вечером в прямом эфире» в 1999 году, в котором композиция «What Is Love» используется как центральная тема.
В 2008 году совместно с Доктором Албаном выпустил сингл и видеоклип «I Love the 90’s». В том же году планировался альбом Crucified (14 треков); в поддержку альбома был выпущен сингл «Follow Me» (2007). Сам альбом был отложен на 2010 год и в итоге не был выпущен.
В 2010 году его суперхит «What Is Love» стал семплом для сингла Eminem и Lil Wayne — No Love.
Принимает участие в ежегодном фестивале Die 90er Live on Stage; выступал совместно с Доктором Албаном.

## Личная жизнь
Нестор Александр Хаддавэй, кроме увлечения музыкой, снялся как актёр в фильме «Scholl out», занимался скоростными автогонками (к примеру, участвовал в Porsche Cup), фитнесом, гольфом.
С 2019 года он является игроком и спонсором бейсбольной команды Kufstein Wolfins. Команда выиграла чемпионаты области в 2019 и 2020 годах.
В настоящее время Хаддавэй живёт в Кицбюэле (Австрия), также имеет дом в Кёльне, Германия.

## Дискография

### Альбомы
- 1993 The Album (Coconut Records)
- 1995 The Drive (Coconut Records)
- 1998 Let’s Do It Now (BMG)
- 2001 My Face (Terzetto)
- 2005 Pop Splits (Coconut Music)
- 2011 Gotta Be (BMG)

### Синглы
- 1992 «What Is Love»
- 1993 «Life»
- 1995 «I Miss You»
- 1994 «Stir It Up» (США)
- 1994 «Rock My Heart»
- 1995 «Fly Away»
- 1995 «Catch A Fire»
- 1995 «Lover Be Thy Name»
- 1997 «What About Me»
- 1998 «Who Do You Love»
- 1998 «You’re Taking My Heart»
- 1999 «The Millennium Mixes»
- 2001 «Deep»
- 2002 «Love Makes»
- 2003 «What Is Love» (Reloaded)
- 2005 «Spaceman»
- 2005 «Missionary Man» (feat. Della Miles)
- 2007 «Follow Me»
- 2008 «I Love The 90’s» (vs. Dr. Alban)
- 2009 «What Is Love 2k9» (meets Klaas)
- 2010 «You Gave Me Love»
- 2011 «Thing Called Love» (feat. Wolfram)
- 2012 «What Is Love (Project 46 Remix)» (США)
- 2012 «Up And Up» (feat. The Mad Stuntman) (США)
- 2012 «Up And Up (The Remixes)» (feat. The Mad Stuntman) (США)
- 2020 «I Wanna Be For You»
- 2021 «And Now»
- 2022 «Chances» (feat. Adam Bu)
- 2024 «Lift Your Head Up»

### Сборники

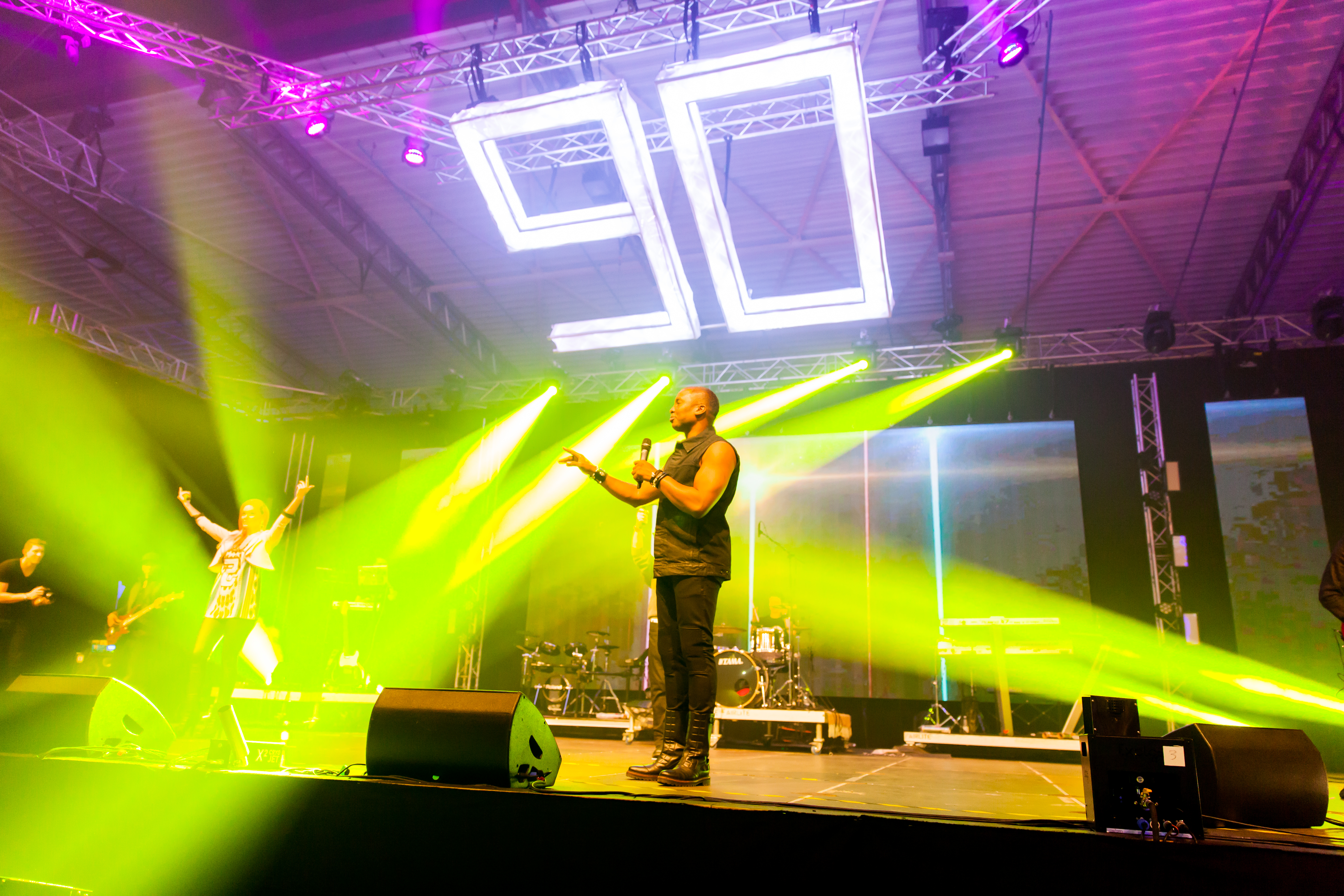

- 1999 All The Best — His Greatest Hits (Coconut Records)
- 2000 Best Hits (Coconut Records)
- 2002 Love Makes (ZYX Records)
- 2002 The Greatest Hits (Empire Musicwerks)
- 2004 The Best Of What Is Love (BMG Special Products) (США)
- 2004 The Album New Edition — Hit Collection Vol.1 (Coconut Records)
- 2005 Rock My Heart (Eurotrend)
- 2005 What Is Love (Laserlight Digital)
- 2007 All The Best | His Greatest Hits & Videos (Coconut Music)

### DVD
- 2005 All The Best — His Greatest Video (Coconut Music)